# スーパーカラービジョン
スーパーカラービジョン（Super Color Vision）とは東芝（社内カンパニーのインフラシステムソリューション社）が製造している大型映像表示装置の名称である。かつては照明器具部門である東芝ライテックが開発製造を行なっていたが、2009年10月以降、自動改札機などを手掛ける東芝本社内の社会システム社（現・インフラシステムソリューション社）に移管された。
デジタルメディアネットワークス社が製造している液晶テレビ「レグザ」の表示方法とは異なり、RGBの発光ダイオード絵素を並べて表示するタイプである。

## 設置例
野球場
- 明治神宮野球場
- ほっともっとフィールド神戸（内野から見て左側　2015年まで）
- 楽天モバイルパーク宮城
- 横浜スタジアム

2007年までは西武ドームにも使用されていた。
競技場・球技場
- ユアテックスタジアム仙台
- 日産スタジアム
- JIT リサイクルインク スタジアム
- シティライトスタジアム
- 三重県営総合競技場
- 秩父宮ラグビー場

競馬場
- 阪神競馬場
- 京都競馬場
- 福島競馬場
- 小倉競馬場
- 大井競馬場
- 川崎競馬場

その他
- 川崎駅東西自由通路

## 他社の類似商品
- オーロラビジョン（三菱電機）
- アストロビジョン（パナソニック）
- ジャンボトロン（ソニー）
- スーパーフロンテックビジョン（富士通フロンテック）
- スーパービジョンライザ（赤見電機）
- ゴジラビジョン（ダクトロニクス）